# Princess of China
Princess of China ist ein Lied der britischen Alternative-Rock-Band Coldplay in Zusammenarbeit mit der aus Barbados stammenden R&B-Sängerin Rihanna.

## Veröffentlichung
Am 19. Oktober 2011 berichtete Billboard, dass Princess of China am 25. Oktober von Parlophone als dritte Single veröffentlicht werde. Dies wurde jedoch am 31. Oktober auf der Webseite von Coldplay dementiert.
Es wurde dann auf Coldplays fünften Studioalbum Mylo Xyloto veröffentlicht.

## Hintergrund

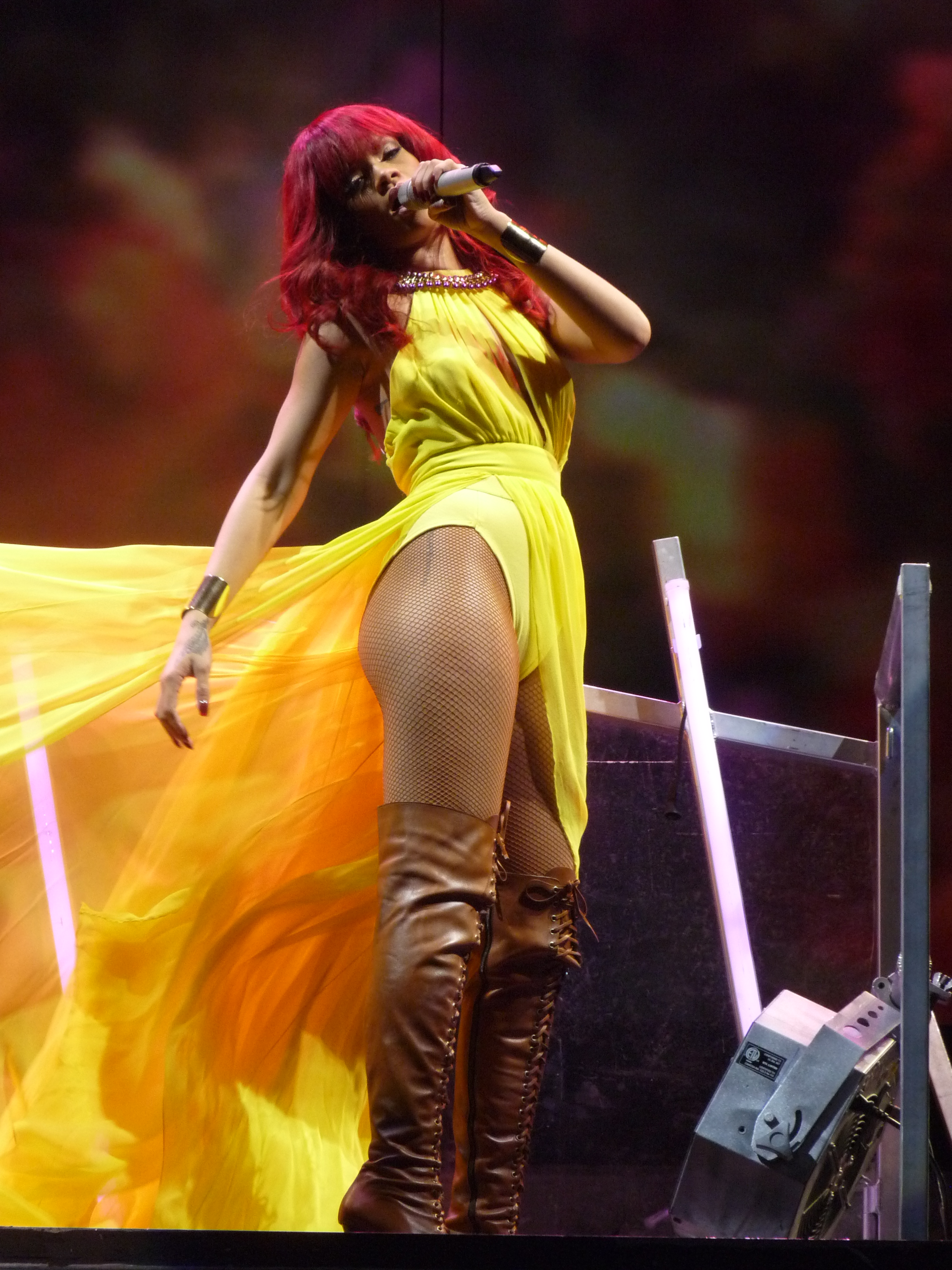
Rihanna

In einem Interview mit MTV News am 20. September 2011 bestätigte Frontmann Chris Martin die Aufnahme eines Songs mit Rihanna und dass er auf dem fünften Coldplay-Studioalbum, Mylo Xyloto zu finden sein wird. Martin sagte weiter, dass er einen Song speziell für eine Zusammenarbeit mit Rihanna geschrieben habe und hoffe, dass sie sich entscheidet, ihn zu interpretieren. Er sagte: „Eigentlich haben wir nur ein Lied geschrieben, um zu sehen ob Rihanna es überhaupt singen würde … und dann wollte der Rest der Band ihn behalten und so kamen wir auf die Idee, dass sie es mit uns wirklich singen könnte. Und zu unserer großen Überraschung, sagte sie okay.“ Martin bestätigte auch, dass Princess of China der Lieblingssong des Albums der Band sei, weil er sich stark von dem bisherigen Genre der Band unterscheide. Auf die Frage, ob die Fans das Lied positiv aufnehmen würden, antwortete Martin, dass sich die Band darüber keine Sorgen machen würde und stellte fest, dass man mit Rihanna stets die Grenzen der Musikindustrie überschreiten könne. Martin erklärte auch, wie er die Sängerin auf die Zusammenarbeit für den Song angesprochen hat: „Das Album ist entwickelt als ganzes Stück. Es hat einen männlichen und einen weiblichen Teil und ganz oben auf unserer Liste für den weiblichen Teil stand Rihanna, doch es dauerte eine ganze Weile, bis ich den Mut hatte, sie zu fragen. Wir hatten einen Auftritt in Las Vegas und ich traf sie und sagte: ‚Glaubst du, da gibt es irgendeine Chance?‘. Ich war sehr Hugh-Grant-mäßig und stotterte die ganze Zeit.“
Am 21. September 2011 tauchten Berichte im Internet auf, denen zufolge Will Champion, der Schlagzeuger der Band, den Teil von Rihanna selbst gesungen hätte. Martin erklärte, dass es keinerlei Spannungen zwischen den Bandmitgliedern und Rihanna gab und sagte: „Es ist ein bisschen wie eine Liebesgeschichte und so brauchten wir wirklich jemanden, der höher singt als ich. Bei jedem Verständnis für Wills Absichten, kann er es nicht tun. Der Teil musste von einer Frau gesungen werden.“

## Komposition
Princess of China bedient sich von Elementen der Musik-Genres Synthie-Pop, Alternative Hip-Hop und R&B. Amy Sciarretto von Popcrush meint, im Lied sei die gesamte Zeit über ein „launischer“ und schwerer Synthesizer zu hören. Der Song enthält Falsett-Gesangseinlagen sowohl von Martin, aber auch von Rihanna, was von mehreren Kritikern gelobt wurde. Gil Kaufman von MTV News stellte fest, dass der Falsett-Gesang von beiden perfekt aufeinander abgestimmt sei und dass Martins Falsett Rihannas höheren Falsett perfekt ergänze.

## Kommerzieller Erfolg

### Chartplatzierungen
Princess of China hatte das Singlechart-Debüt in Irland und der Region Wallonien in Belgien am 28. Oktober 2011. In Irland debütierte das Lied auf Platz 22, was bedeutete, dass Rihanna vier verschiedene Songs aus vier verschiedenen Alben, darunter zwei eigene, in den Top 40 der Charts platzieren konnte. Das sind We Found Love (Talk That Talk, 2011) mit Calvin Harris auf Platz eins, Princess of China (Mylo Xyloto, 2011) auf Platz 22, Fly (Pink Friday, 2010) mit Nicki Minaj auf Platz 30 und Cheers (Drink to That) (Loud, 2010) auf Platz 39. In der belgischen Region Wallonien, debütierte das Lied auf Platz 45 auf der Singlecharts. Im Vereinigten Königreich debütierte das Lied auf Platz 33 in den Singlecharts am Tag der Veröffentlichung des Albums.
| ChartsChartplatzierungen       | Höchstplatzierung | Wochen |
| ------------------------------ | ----------------- | ------ |
| Deutschland (GfK)              | 41 (10 Wo.)       | 10     |
| Österreich (Ö3)                | 25 (9 Wo.)        | 9      |
| Schweiz (IFPI)                 | 20 (16 Wo.)       | 16     |
| Vereinigte Staaten (Billboard) | 20 (12 Wo.)       | 12     |
| Vereinigtes Königreich (OCC)   | 4 (27 Wo.)        | 27     |

| ChartsJahrescharts (2012)    | Platzierung |
| ---------------------------- | ----------- |
| Vereinigtes Königreich (OCC) | 25          |

### Auszeichnungen für Musikverkäufe
| Land/Region                  | Auszeichnungen für Musikverkäufe (Land/Region, Auszeichnung, Verkäufe) | Verkäufe  |
| ---------------------------- | ---------------------------------------------------------------------- | --------- |
| Australien (ARIA)            | Platin                                                                 | 70.000    |
| Dänemark (IFPI)              | Gold                                                                   | 15.000    |
| Frankreich (SNEP)            | —                                                                      | 43.400    |
| Italien (FIMI)               | Platin                                                                 | 30.000    |
| Mexiko (AMPROFON)            | Gold                                                                   | 30.000    |
| Neuseeland (RMNZ)            | Gold                                                                   | 7.500     |
| Spanien (Promusicae)         | Gold                                                                   | 30.000    |
| Vereinigtes Königreich (BPI) | 2× Platin                                                              | 1.200.000 |
| Insgesamt                    | 4× Gold · 4× Platin ·                                                  | 1.425.900 |

Hauptartikel: Coldplay/Auszeichnungen für Musikverkäufe

### Auszeichnungen für Musikstreaming
| Land/Region     | Auszeichnungen für Musikverkäufe (Land/Region, Auszeichnung, Verkäufe) | Verkäufe  |
| --------------- | ---------------------------------------------------------------------- | --------- |
| Dänemark (IFPI) | Platin                                                                 | 1.800.000 |
| Insgesamt       | 1× Platin ·                                                            | 1.800.000 |

Hauptartikel: Coldplay/Auszeichnungen für Musikverkäufe